# Добрянка (Чернігівський район)
Добря́нка — селище в Україні, у Добрянській селищній громаді Чернігівського району Чернігівської області. Один із центрів поширення старообрядництва в Україні.

## Географія
Селище Добрянка розташоване за 40 км від смт Ріпки і проходить автошляхом E95, з яким збігаються автошляхи М01 та Т 2507. Добрянській селищній раді були підпорядковані села Аткильня, Вербівка. Поблизу смт розташований пункт контролю Добрянка — Марковичі на кордоні із Білоруссю.

## Історія
Поява Добрянки пов'язана з російським старообрядництвом. Виникнення старообрядської слободи Добрянка на землях Північного Лівобережжя України обумовлене самою територіальною специфікою: тут, на межі Великої, Малої і Білої Русі не було юридично оформленого кріпацтва, адміністративний апарат був м'якшим, а місцеве населення і за звичаями, й за мовою було близьке утікачам, окрім цього, адміністрація Чернігівського полку охоче приймала утікачів, дозволяючи їм селитися на своїх землях.
У 1706 році посадським Онисимом Сафроновим на землях Чернігівського Троїцько-Іллінського монастиря була заснована слобода Добрянка. 1 квітня 1706 року він одержав від архімандрита цього монастиря Варлаама Васильовича дозвіл на поселення, відповідно до якого поселенці одержували цілий ряд пільг.
Поселенцям слободи був виданий облоговий лист на поселення Добрянки. В облоговому листі точно й ясно були викладені умови поселення, а також указувався склад населення Добрянки. Найбільше тут було вихідців із міст Белева (6 дворів) і Калуги (3 двори), і з Велирського (4), Рильського (3) повітів. Крім того, у Добрянці оселилися вихідці з Вологди, Костромського повіту, і, що особливо цікаво, із Сосниці, Воронежа (нині — Сумська область) і Лоєва (нині — Гомельська область).
У 1708 році, перепливши річку Сож в районі Кричева, шведська армія вступила на територію Чернігівщини. Генерал Адам Левенгаупт, після поразки біля с. Лісного посадив залишки своєї піхоти на коней, переправився на лівий берег річки Сож, і залишки розбитого корпусу вирушили на з'єднання з Карлом ХІІ. Похід шведів охопив Чернігівщину, у тому числі й Добрянку та навколишні населенні пункти. Добрянці активно допомагали російській армії, боролися зі шведами, зокрема захопили в полон великий загін шведів і представили їх у Стародуб Петру І. Також в Добрянці було створено ополчення.
Петро I високо оцінив заслугу добрянських розкольників, звільнив їх від сплати мита за носіння бороди та надав інші привілеї.
1728 року Добрянка отримала Магдебурзьке право.
Згідно перепису капітана І. Брянченінова Стародубських і Чернігівських старообрядницьких слобод на 1729 р. в Добрянці було 19 дворів, з яких 12 було заселено поміщицькими селянами, причому в Добрянці — переважно вихідцями з Веліжського повіту — 3 двори з 6 — «піддані» шляхтича Вишневецького, 1 двір — вихідці з Биховського повіту (Доїв) — «підданий» шляхтича Сапеги і 2 двори — вихідцями з Рильського повіту, кріпосні поміщика Страмоухова.
У Добрянці був один двір, заселений палацовим селянином, вихідцем з Костромського повіту. Вихідці з міст в Добрянці складали найбільшу соціальну групу власників дворів — з 19 їх було 9 (7 людей і 2 двори посадських міщан). Серед посадських людей найбільше було вихідців з міста Белева — 4, Калуги — 2 і Вологди — 1 двір. Міщани були вихідцями з України — по 1 двору з Сосниці та Воронежу. Окрім названих соціальних груп, у Добрянці по 1 двору заселили малоруські козаки (з Воронежу) та дворові люди (з Рильського повіту).
Переселившись на нові місця, старообрядці були вимушені шукати нові засоби для існування. У Добрянці переважна більшість населення займалася землеробством, і лише 13 сімей мали промисли, серед яких переважали торгівля сіллю і конопляною олією (по 4 сім'ї). По 2 сім'ї торгували рибою та дьогтем, 1 сім'я — квасом і лише 2 сім'ї займалися ремеслом — шкіряним промислом і ковалівством. Разом з тим 22 сім'ї не мали жодних промислів.
Згідно даних Н. Гірса в середині ХІХ століття у Добрянці нараховувалося 4150 душ, у тому числі 130 купців і 4020 міщан [1, с.123].
За даними словника Брокгауза і Ефрона наприкінці ХІХ століття в посаді Добрянці проживало 7150 жителів. До неї відносилося 3 000 десятин землі [1, с.107].
Основним населенням Добрянки були мастерові та ремісники. Кожного року велика кількість добрянців вирушила на заробітки в різні куточки держави й за кордон на будівельні роботи. В самій Добрянці й навколо неї розміщувалися скляні, гончарні, цегляні, миловарні заводи.
Широкого розвитку отримали: обробка вовни, льону, вичинка шкіри, овчини, обробка глини — гончарство, бондарство, масло бійня, миловаріння, ткацтво, дьогтярне виробництво. На скляних заводах в основному виробляли пляшки різного кольору і калібру, починаючи з чорної до пляшок чистого білого скла.
У Добрянці також діяв завод з виробництва фірмової черепиці з клеймом, який належав Євсею Белянкіну, який проживав тут. Черепиця реалізовувалася в Чернігівській, Могильовській, Київській губерніях та вивозилася в Польщу [1, с.180]. Також в Добрянці розміщувалися кожевенні заводи. Їх у Добрянці було декілька й розміщувалися вони біля річки Немильня. Оброблену методом дубління шкіру відправляли на заводи Петербурга, Москви, Києва, Могильова та у Польщу.
В якості кустарного промислу в Добрянці було розвинуто бондарне виробництво. Саме тут виробляли бочки, бочонки, кадки, чани, лохані, шайки, відра, якими торгували по всій Україні, Білорусі, у багатьох областях Росії та Польщі.
У Добрянці знаходилися приватні олійниці, які забезпечували олією все населення посаду. Також торгували олією в Могильовській, Київській, Чернігівській, С-Петербурзькій губерніях. На олійницях в Добрянці виготовляли лляну, конопляну, соняшникову олію.
Діяло два миловаренних заводи. Один з них знаходився на березі річки Добрянка (залишилася назва по теперішній час — Мильня), другий знаходився на березі річки Немильня.
Широкого розвитку отримала ковальська справа. В Добрянці було багато ковалень. Більшість з них знаходилося біля річок. Залишки однієї великої ковальні знаходяться на березі висохлої річки Лубянки, на теперішній час на кордоні з Білорусією [1, с.191].
У Добрянці ковалі до початку ХХ століття виробляли для потреб населення й продавали ухвати, зольні лопатки, кочерги, скоби, вили, граблі, тяпки тощо.
Прикордонне положення Добрянки специфічним чином позначалося на заняттях її мешканців. Становище вимушувало старообрядців шукати притулку в різних місцях не тільки Російської держави, але і суміжних країн. Польська шляхта охоче приймала російських утікачів, сподіваючись мати від цього свій зиск. Крім того, ці втечі підривали авторитет Росії. Найголовнішим з них було «прощення» утікачів і дозвіл їм за умови добровільного повернення поселятися в Чернігівсько-стародубських старообрядницьких слободах. Цим активно користувалися жителі Добрянки, заробляючи на цьому чималі гроші. Вони проводили утікачів (не обов'язково старообрядців) до Польщі, які, поживши там якийсь час, поверталися знов. На межі вони оголошували себе старообрядцями, і одержували дозвіл на поселення в старообрядницьких слободах, а разом з тим і свободу від кріпосної залежності, якщо вони були кріпосними селянами.
Ватажок Омелян Пугачов тривалий час проживав в Добрянці в зв'язку з карантином чуми. 12 серпня 1772 року Омелян Пугачов одержав у Добрянці паспорт за підписом майора Мельникова та прикордонного лікаря Гоматовського. В паспорті було зазначено: «Об'явитель сего, вишедший из Польши и явившийся на Добрянском форпосте К. Иванов — син Пугачев по желанию его определен в Казанскую Губернию, у Сибирскую провинцию…
А приметами он: волосы на голове темно-русые, усы и борода черные с сединой, от золотухи на левом виске шрам… Роста два аршина, четыре вершка с половиною, от роду 40 лет. При оном кроме обыкновенного одеяния и обуви никаких вещей не имеет» [6, с.299].
Через Добрянку проходив знаменитий Катерининський тракт, який зіграв значну роль у житті населення Добрянки. У 1773 році, після приєднання до Російської імперії східно-білоруських земель за ініціативою генерала-фельдмаршала З. Чернишева, була розпочата прокладка трактів та будівництво поштових станцій [6, с.266]. Ширина поштових шляхів складала 8 сажнів (16 м). По узбіччям дороги були прокопані канави завширшки 2 аршини і глибиною 1 аршин для стоку води. Через кожні сімсот сажнів були поставлені верстові відмітки, а через кожні сім верст — кам'яні піраміди, які позначали милі. Спочатку основний поштовий тракт йшов через Псков — Клестіни — Полоцк — Сенно — Абольці — Коханово — Шклов — Могильов — Рогачов — Чечерськ — Гомель — Пісочну Буду — Добрянку — Чернігів [1, с.108].
У 1782 році розпочалися роботи з прокладки нового шляху Санкт-Петербург — Київ через Великі Луки — Усвяти — Сураж — Вітебськ. У Могильовській губернії на цьому шляху було побудовано 20 поштових станцій, основними з яких були Бабинавичі — Орша — Шклов — Могильов — Пропойськ — Чечерськ — Костюковка — Бєлицьк — Пісочна Буда — Добрянка (перша станція Чернігівської губернії). Через Бєлицький повіт крім Перербурзько-Київського тракту були прокладені ще три тракти: Бєлицьк — Новозибків та Новозибків — Добрянка.
У 1812 році населення Добрянки боролося проти військ Наполеона. В Добрянці на зібрані населенням кошти був організований госпіталь. В історичних документах відмічається: «…в оном чистота, довольствие пищею, у равно пользование больных медикаментами производится в исправности, и успех выздоровления очевиден…» [1, с.128]
По Катерининському тракту через Добрянку проїжджали такі знамениті люди як Гоголь Микола Васильович, коли їхав у січні 1828 р. до Петербургу після закінчення Ніжинської гімназії; письменник Гребінка Євген Павлович проїжджав через Добрянку в квітні 1843 р., коли їхав разом з Т.Шевченко в Україну; Дж. Кларк (англійський архітектор і будівник), історик Костомаров Микола Іванович, поет Олександр Пушкін, Т. Шевченко, філософ, письменник Г. Кониський в 1775 р. їхав в Могильов через Добрянку.
У 1850 році територією Гомельського повіту було прокладено одну з головних магістралей Російської держави — шосе Санкт-Петербург — Київ. Катерининський тракт залишився збоку і його значення зменшилося.
1923–1925 – селище, центр Добрянського району Сновської округи, куди увійшли населені пункти колишніх Ново-Яриловичеської,   Олешнянської, частини Дроздовицької волостей. 1110 господарств, 4986 мешканців.

### Відвідання Пушкіним
У 1820 році в Добрянці побував проїздом до місць свого заслання (Катеринославська губернія) поет Олександр Пушкін. Проїхавши Псков, Білорусь, поет зупинився в Україні. Добрянка — це перша в Україні поштова станція, яка знаходиться на кордоні Могильовської та Чернігівської губернії. Поки на добрянській станції міняли коней, Пушкін, як і на подальших своїх зупинках на українській землі, прислухався до розмов місцевих жителів, придивлявся до їх побуту, милувався природою.
4 серпня 1824 року, прощаючись з Україною, поет знову прибуває в Добрянку, яка була визначена обов'язковим пунктом його подорожі. Зі спогадів одного із сучасників: «Одежда на нем была очень не примечательная: желтые небрежно надетые шаровары и русская цветная сорочка, подвязанная черным потрепанным платком, кучерявый и довольно длинный и густой волос развивался нечесаным, голову прикрывала шапочка, во время путешествия появлялась на плечах шинель» [1, с.132].
Поет достатньо добре знав Добрянку, її історію. У своєму творі «Історія Пугачова» неодноразово згадує поселення, змальовує перебування в ньому майбутнього керівника селянської війни в Росії Омеляна Пугачова, отримання ним добрянського «паспорта».
В пам'ять про Олександра Пушкіна названа одна з вулиць в Добрянці. Місцевий художник Д. Наседкін в 1970-ті року написав картину «Проїзд Пушкіна через Добрянку».

### Відвідання Тарасом Шевченком
Через Добрянку проїжджав й Тарас Шевченко. Так, навесні 1843 р. він, разом з письменником Є. Гребінкою їдуть білоруським трактом з Петербургу в Україну. Привітливо їх зустрінула на Чернігівщині Добрянка. Поки Євген Гребінка займався питаннями постою, Тарас Шевченко знайомився з посадом, людьми. З Добрянки Шевченко поїхав до Качанівки.
У 1845 році Тарас Шевченко перебував в Добрянці тривалий час з метою зустрічі з кріпачкою Марією, з якою він раніше познайомився у пана Тарновського. Переписується з В. Репніною, про що свідчить лист, написаний їй 15 вересня 1845 р.: «Благодарю Вас, Варвара Николаевна, за последнее уведомление, полученные мною за другим: они были так в пору для меня…и с Вашей стороны истинным состраданием к моей пустынной жизни в Добрянке». «Государь миновал Добрянку, но завтра 16-го прибудут сюда разные власти для освещения и закладки церкви; после чего я поеду в Чернигов распроститься и оттуда, может быть поеду в Петербург…» [1, с.133]
Тарас Шевченко знову відвідав Добрянку у 1847 році. Заарештований поет спішно вирушає до Петербурга. Його маршрут проходить через Київ, Бровари, Козелець, Чемер, Чернігів, Седнів, Городню, Дроздовицю, Добрянку. Остання на той час була останнім пунктом України, через який проходив шлях на Могильов, Вітебськ, Санкт-Петербург. Саме тут, у Добрянці, прощається поет з рідною землею перед тривалим висланням. Недовго прийшлося залишитися Шевченко в Добрянці. Квартальний смотритель Гришков разом з київським жандармом, який супроводжував Шевченко в Петербург, не дали можливості затриматися тут більше.

### Перебування Самійленка
Життя та творчість українського поета Володимира Самійленка тісно пов'язане з Добрянкою. Тривалий час він провів в Чернігові і Добрянці.
Народився Володимир Самійленко 2 лютого 1864 року в містечку Великі Сорочинці на Полтавщині. У 1844 році закінчив Полтавську гімназію і восени поступив на історико-філологічний факультет Київського університету. Після закінчення навчання і трирічної роботи в київському телеграфі поет у 1893 році приїжджає до Чернігова, де працював в земській управі на посаді секретаря і фактичного редактора «Земського збірника». Сім років прожив письменник в Чернігові. У 1900 році він виїхав із Чернігова до Єкатеринодару, потім до Миргорода. З роками у другий раз приїжджав до Чернігова, звідки вже поїхав до Києва. Але заробітки поета не дозволяють йому жити разом з родиною в Києві. Він здає екзамени на нотаріуса і переїжджає до Добрянки, де працював десять років, з 1907—1917 роки.
Серед добрянців до сих пір зберігаються спомини про нотаріуса і поета В. Самійленко. Спочатку його родина жила на вул. Попова, пізніше вул. Коцюбинського № 17 (теперішня вулиця Самійленка № 51), потім по колишній вулиці Леніна № 33, а з часом в іншому будинку № 110.
В пам'яті добрянців зберігся образ поета. Розповідають, що він був середнього зросту, красивий, дуже делікатний і привітливий. Звертаючись до інших, завжди добавляв: «Ну, сокіл» [1, с.173].
Поет дуже любив природу, багато шляхів він виходив по Добрянщині. За час перебування в Добрянці Володимир Самійленко написав і надрукував ряд своїх творів. Це «1908 рік», «Пісня про свободу», «Істинно руські заслуги», «На смерть Лесі Українки» (1913 р.) Мотивами для творів в добрянський період життя були ті події, які відбулися в тогочасній Україні. Так, у поезії «1908 рік» поет висміював ілюзорність свобод царського уряду. Про столипінський режим писав в «Пісні про свободу», про чорносотенців — в «Істинно руські заслуги».
Після лютневої революції 1917 року Володимир Самійленко переїхав з Добрянки до Києва. Під час свого життя в Добрянці, В. Самійленко вів широку переписку з багатьма письменниками, уважно слідкуючи за розвитком літературного процесу на Україні та Росії. Знав до того часу В. Самійленко й молодого Павла Тичину. Й тому, коли у поета в розпач війни померла мати, з метою розвіяти печаль та відчай, запросив Павла Григоровича до себе.
У Добрянці Павло Тичина прожив півтора роки (з 1915 р.), вдосконалюючись у знанні французької мови, якою В. Самойленко гарно володів. В Добрянці Павло Тичина брав в бібліотеці Володимира Самойленка твори Г. Григоренка, перечитував «Війну і мир», слухав пісні на слова поета [1, с.176].
В Добрянці Самійленко залучив молодого Тичину до перекладів Лермонтова. Той взявся за вірш «Я не унижусь пред тобой». Рукописи перекладу свідчать, молодий поет знайшов правильність передачі думок Лермонтова. Можливо ще й тому, що вірш Лермонтова розповідав про нещасливу любов — любов до Поліни Коновал, сестри тієї «панни Інни», якій поет присвятив один з найкращих своїх віршів.
У Самійленко П. Тичина познайомився з майбутнім руським письменником Д. Петровським, який приходив до них у гості з недалекого села Дроздовиця. Саме з ним велися розмови про Хлібникова і Маяковського. В. Петровський на той час був добре знайомий з поетами-новаторами і сам вже писав вірші. Обидва поети намагалися увібрати в себе всі новаторські пошуки в літературі, знайти в ній власний шлях.

### Друга світова війна
Німецькі війська зайняли Добрянку 12 серпня 1941 року. Радянські війська відвоювали Добрянку 27 вересня 1943 року.

### У Незалежній Україні
12 червня 2020 року, відповідно до розпорядження Кабінету Міністрів України № 730-р «Про визначення адміністративних центрів та затвердження територій територіальних громад Чернігівської області», смт Добрянка — адміністративний центр Добрянської селищної громади.
17 липня 2020 року, в результаті адміністративно-територіальної реформи та ліквідації Ріпкинського району, селище міського типу увійшло до складу Чернігівського району.

## Релігія
З документальних свідоцтв, які дійшли до нас відомо, що в середині XVIII ст. ієромонах Михайло Калмик, який служив у Вітці, брав участь в освяченні церкви в Добрянці, а в 1757 р. — на освяченні у Вітці Покровської церкви було присутнє духівництво з Добрянки. Це свідчить про те, що в середині XVIII століття в Добрянці був і свій храм [4]. В результаті урядової політики переслідувань старообрядців, Північне Лівобережжя України стало головним центром розкольників. На цих землях діяли чотири старообрядницьких монастиря: три чоловічі — Митьковский, Злинковський і Добрянський, і один — Климовський — жіночий [2, с. 174].
Наприкінці XVIII століття в Добрянському монастирі, який розміщувався неподалік від слободи, проживали 22 ченці. За припущенням істориків він був найстарішим монастирем Стародубщини. За свідченням предків Добрянської старообрядниці М. Маслюкової, на Підлипі (район Добрянки) знаходився приблизно у другій половині XVIII початку XIX століття чоловічий монастир, територія якого була усаджена липами. Звідси назви цього району в Добрянці — Підлипа.
У середині XVIII століття (1754 р.) Казанським Драгунським полком в Добрянці була побудована Церква святих апостолів Петра і Павла. Церква діяла до 1930-х років XX століття. Після Великої Вітчизняної війни приміщення церкви використовувалося в якості відділу харчокомбінату. У 1980-х роках XX століття помешкання згоріло.

### Відвідання імператором
Важливою історичною подією стало відвідання Добрянки імператором Миколою І. У травні 1845 році на околиці Добрянки з'явився царський екіпаж. Його вийшов зустрічати старець Полянський, який повідомив йому, що жителі посаду його вірнопіддані вітають його і просять ощасливити їх, прийнявши хліб-сіль. Однак государ відмовився від хліба-солі, звинувативши добрянців в тому, що вони не вірнопіддані, адже у них немає храму, їх попи дезертири, порушники присяги, а їх молельні — пристанища вольності. Цар пообіцяв спочатку побудувати церкву в Добрянці, а вже потім приїхати помолитися [2, с.116].
Невдовзі до Чернігівського єпископа було надіслано план будівництва дерев'яної церкви, а через декілька днів в Добрянку приїхав петербурзький протоірей Верховський для утвердження єдиновір'я серед старообрядців.
Розпочалося будівництво храму, яке велося всією громадою. Проєкт Свято-Преображенської пятиглавої церкви зробив архітектор Костянтин Тон. За 18 днів в Добрянці на кам'яному фундаменті постала церква з дзвіницями (до нашого часу не збереглася, оскільки все таки була спалена старообрядцями, які не прийняли єдиновір'я, яке так хотів запровадити імператор).
24 серпня храм було святково освячено. 29 серпня об 11 годині до Добрянки прибув цар, який прийняв учать у літургії. Цар також пообіцяв прислати кращих священників, а потім оглянув місце для будівництва іншої кам'яної церкви, та проїхався вулицями посаду. За указом імператора Миколи I з метою зміцнення єдиновір'я в Добрянці було заплановано на 17 вересня 1847 р. закладка нової кам'яної п'ятиглавої церкви з дзвіницею на честь святого Миколи Чудотворця. Святоникольська кам'яна церква в Добрянці збудована на території парку в центрі посада наприкінці 1850-х років. Архітектура була запозичена з альбому архітектора Костянтина Тона. Наприкінці 1850-х років церква була побудована і освячена. Будувався храм як на кошти імператора Миколи I, так і на власні кошти добрянських купців. Простояла ця церква до 1937 року, коли її підірвали за завданням влади. На місці храму через деякий час був створений танцювальний майданчик.

### Інші церкви
У Добрянці також діяла старообрядницька церква святого Ніколи (вона не збереглася — згоріла у 1930-х роках.). Вона була побудована ще у XVIII столітті. Це була дерев'яна церква малих розмірів, та вважалася зимовою церквою. Сама споруда знаходилася у дворі теперішнього будинку № 148 по вулиці Хмельницького (колишня назва вулиці — Святоуспенська) [2, с.175].
Цікаву історію має трьох престольний храм в честь Похвали Пресвятої Богородиці. Так, у квітні 1905 року добрянські старообрядці замовили чернігівському губернському архітектору Богдановичу проект дерев'яної церкви.
Невдовзі церква була побудована на новій площі по Шосейній вулиці. За спогадами очевидців, під час встановлення хрестів на церковні куполи, впав і розбився робітник, що на думку прихожан було поганим знаком. Напередодні Великої Вітчизняної війни радянські органи намагалися знищити цю церкву, однак не встигли. Після війни приміщення церкви використовували під цехи швейної фабрики. Коли було спроектовано нове приміщення фабрики, храм було знесено.
Загалом в дореволюційній Добрянці діяло 7 храмів. Однак у 1930-ті роках всі вони були або зруйновані, або розорені і перетворені на господарські споруди.

## Населення

### Чисельність населення
| 1959 | 1979 | 1989 | 2001 | 2016 | 2024 |
| ---- | ---- | ---- | ---- | ---- | ---- |
| 6864 | 4584 | 4042 | 3376 | 2787 | 2355 |

### Розподіл населення за рідною мовою(2001)
| українська мова | російська | білоруська |
| --------------- | --------- | ---------- |
| 36,40 %         | 60,92 %   | 2,53 %     |

## Спорт
З 1992 року в селищі діє футбольна команда «Полісся», яка неодноразово займала високі місця на змаганнях серед команд Чернігівської області.

## Транспорт
В селі розташована залізнична станція Горностаївка. Зранку та ввечері курсують приміські дизель-поїзди сполученням Чернігів — Горностаївка.

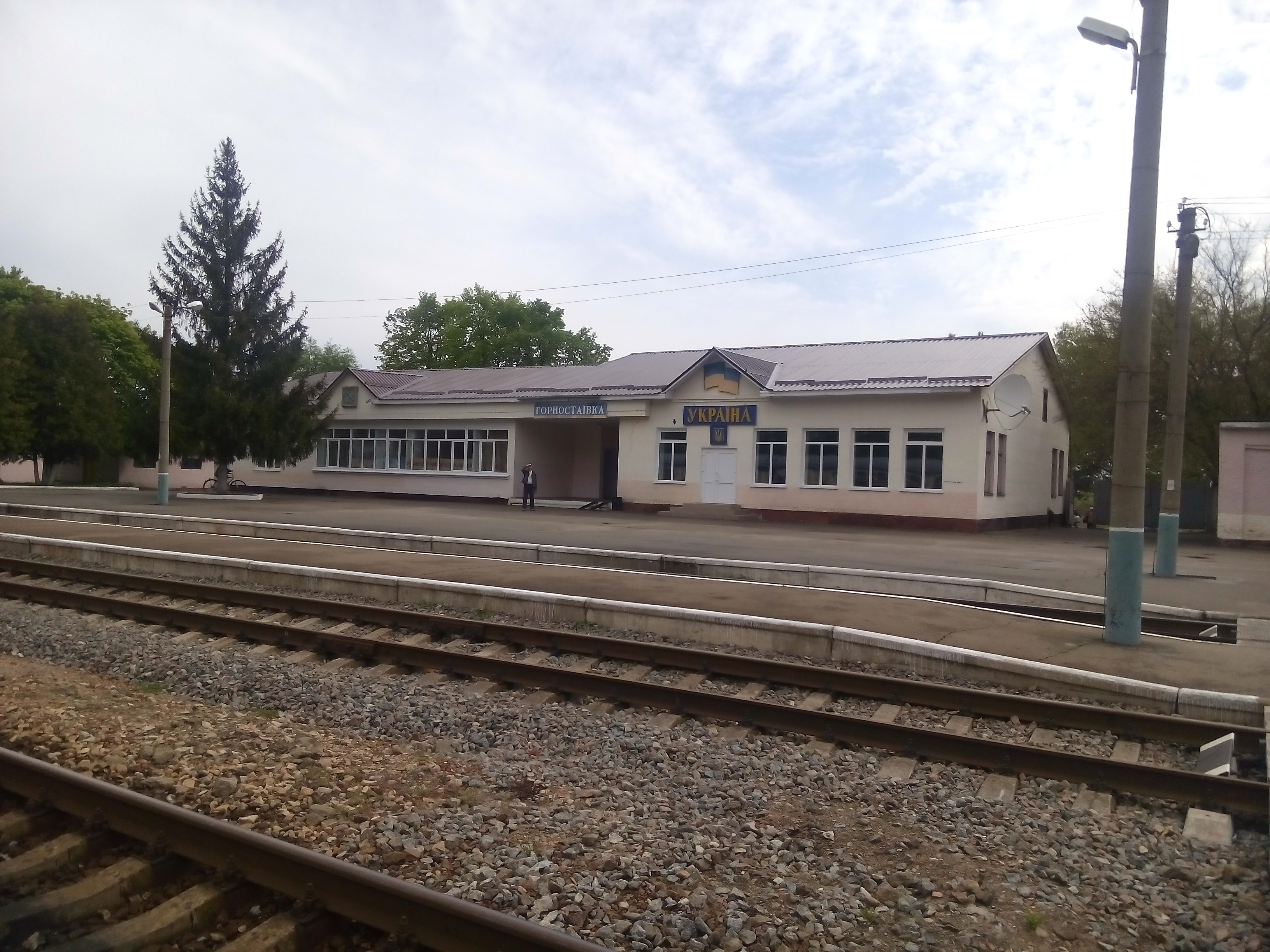
Вокзал станції Горностаївка (травень 2016)
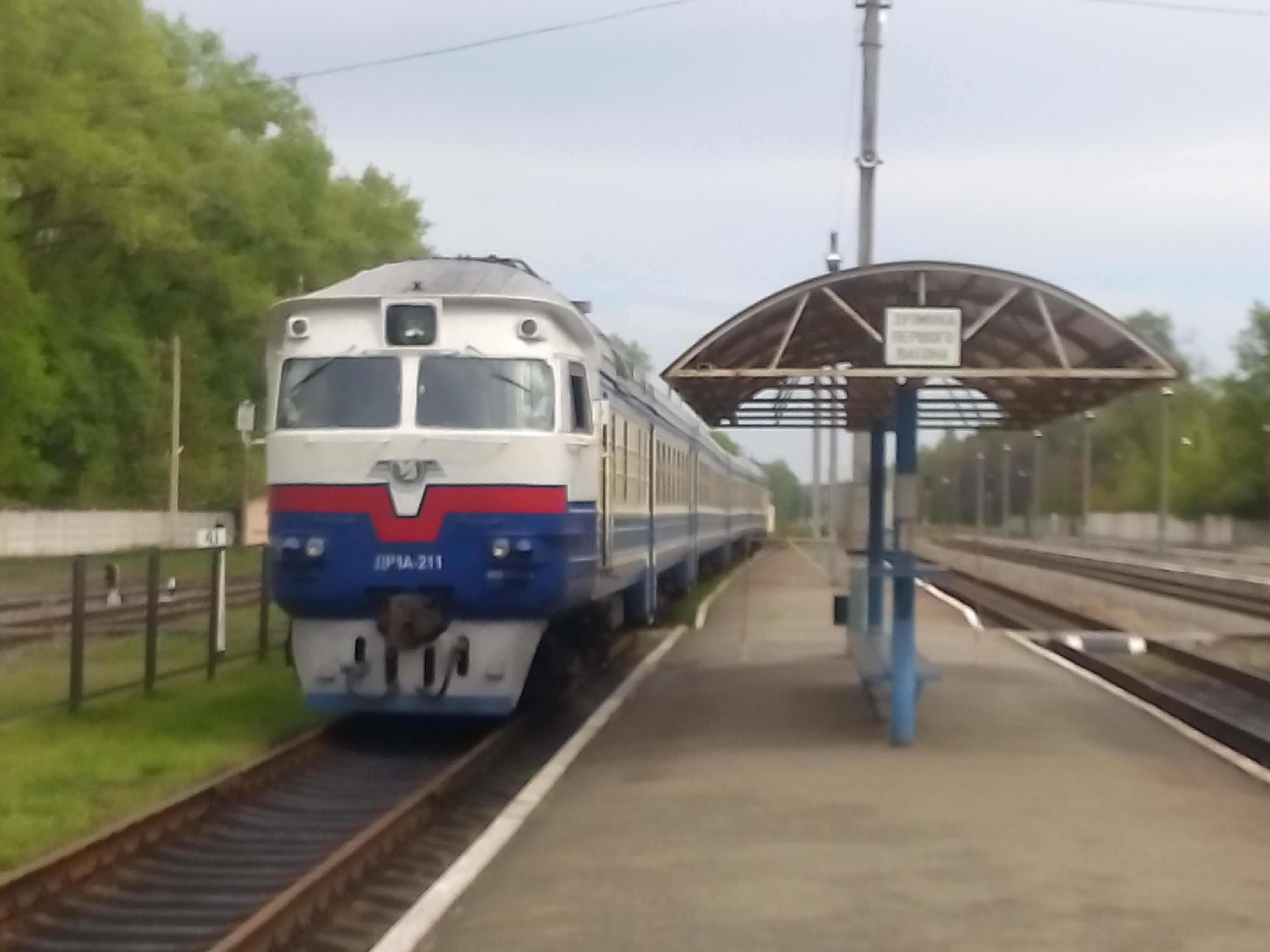
Дизель-поїзд на станції Горностаївка (травень 2016)

Є автобусне сполучення із Черніговом та Ріпками. У вихідні дні курсує автобус до Києва.

## Відомі особи
- Зогий Олександр Петрович — заслужений лісівник України[7] (Добрянське лісове господарство).

У селищі народились:
- Григор'єв Леонід Михайлович — Герой Радянського Союзу;[8]
- Горицький Віктор Михайлович — доктор технічних наук, професор, полковник запасу;[9]
- Верлоцький Юхим Абрамович (1918—2009) — радянський художник-графік;
- Інкін Василь Фадейович (1922—1999) — український історик, професор.
- Прянишніков Валентин Корнилович (1934—1996) — письменник, автор книг про сталінські репресії;
- Коваль Олег Степанович (нар. 1943) — заслужений діяч культури Білорусі; народився в селищі Добрянка;[8][10]
- Козін Борис Сергійович[ru](нар. 1924) — заслужений діяч науки і техніки Російської Федерації;[8]
- Ломоносов Володимир Іванович (нар. 1947)  — заслужений працівник промисловості України;[8]
- Міхно Володимир Борисович (нар. 21 липня 1937) — фізико-географ, ландшафтознавець;
- Мусатов Валентин Васильович (нар. 1920)  — заслужений архітектор Росії;[8]
- Оганисян (Алгініна) Клавдія Іванівна (нар. 1922)  — заслужений вчитель Вірменії, проживає в Афінах (Греція)[8];
- Хромов Борис Кіндратович (1918—1966) — Герой Радянського Союзу;
- Арешников Борис Андрійович (1922—1998) — доктор біологічних наук;
- Бакай Едуард Аполінарійович (1941—2016) — видатний український учений, академік.

## Галерея

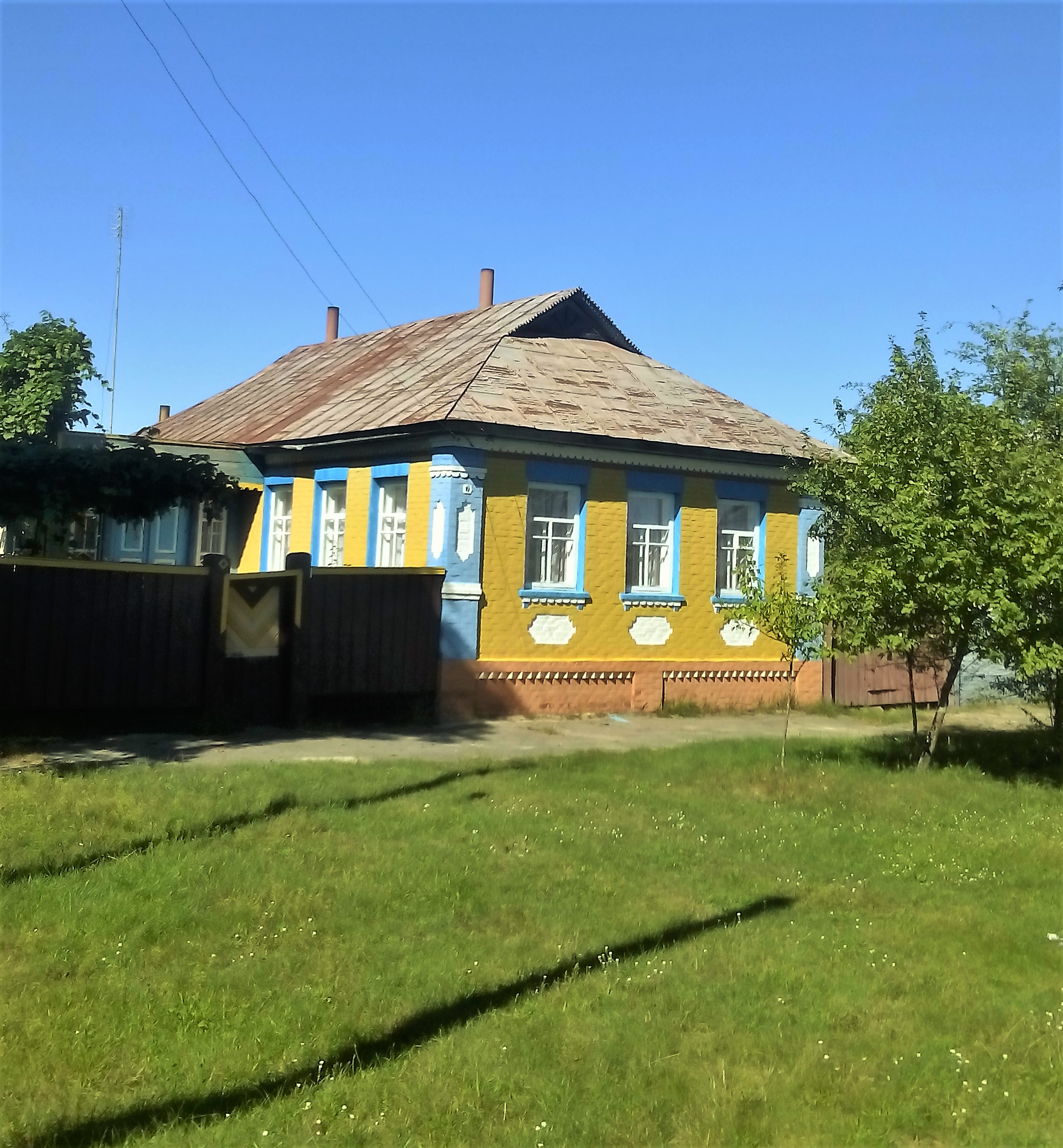
Типова поліська хата в районі вокзалу
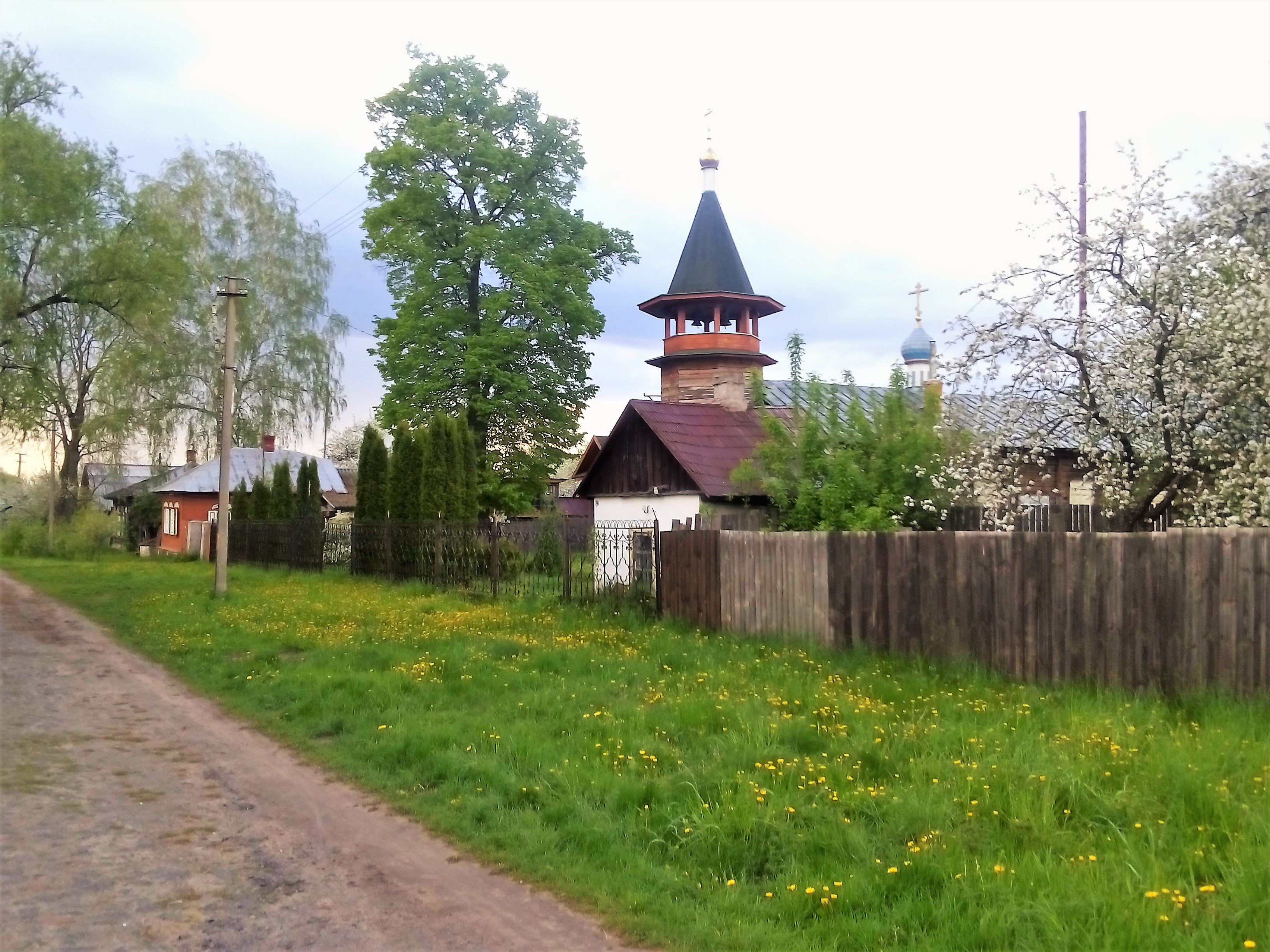
Церква старообрядців у Добрянці
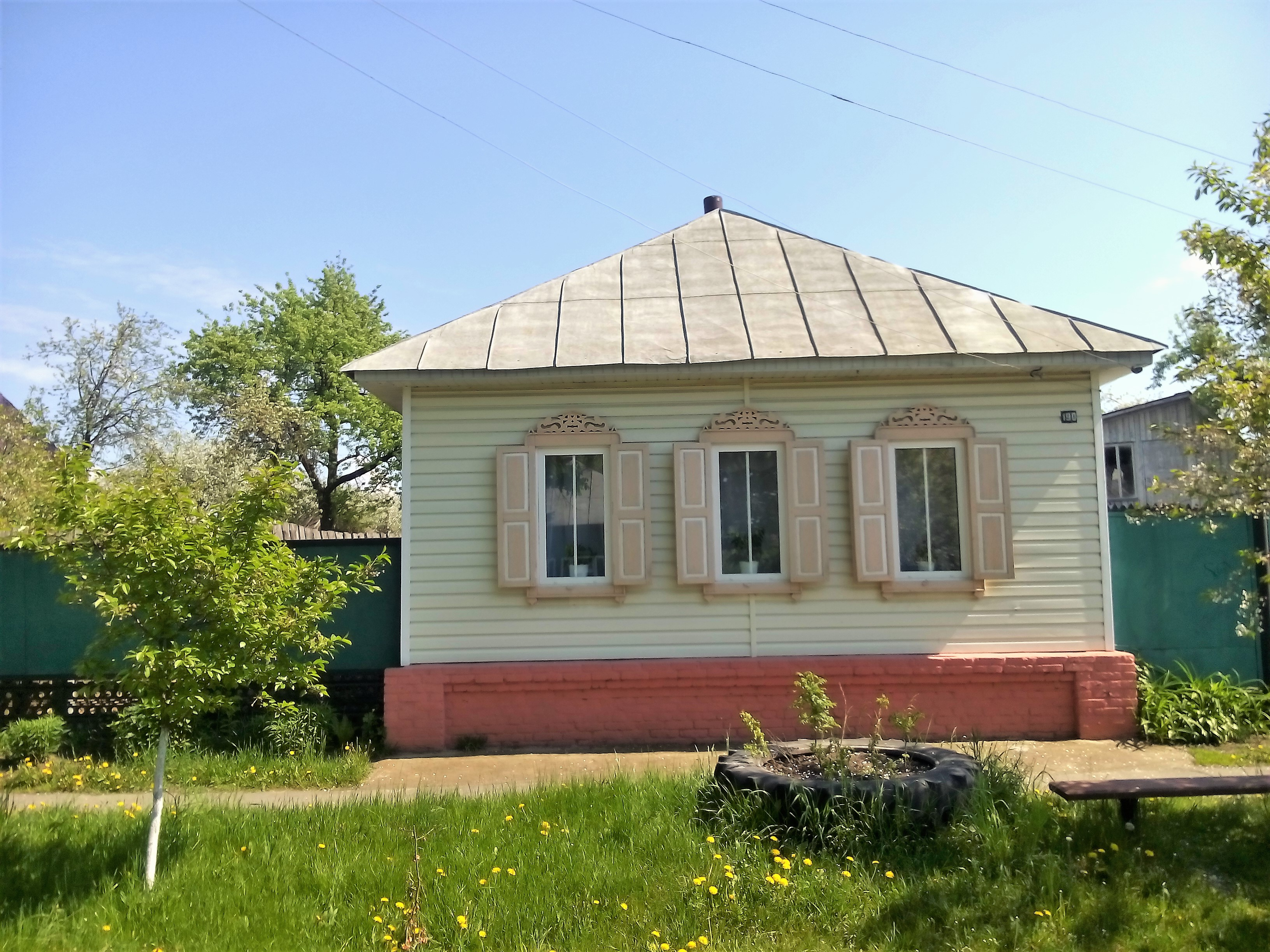
Одна з хатинок Добрянки
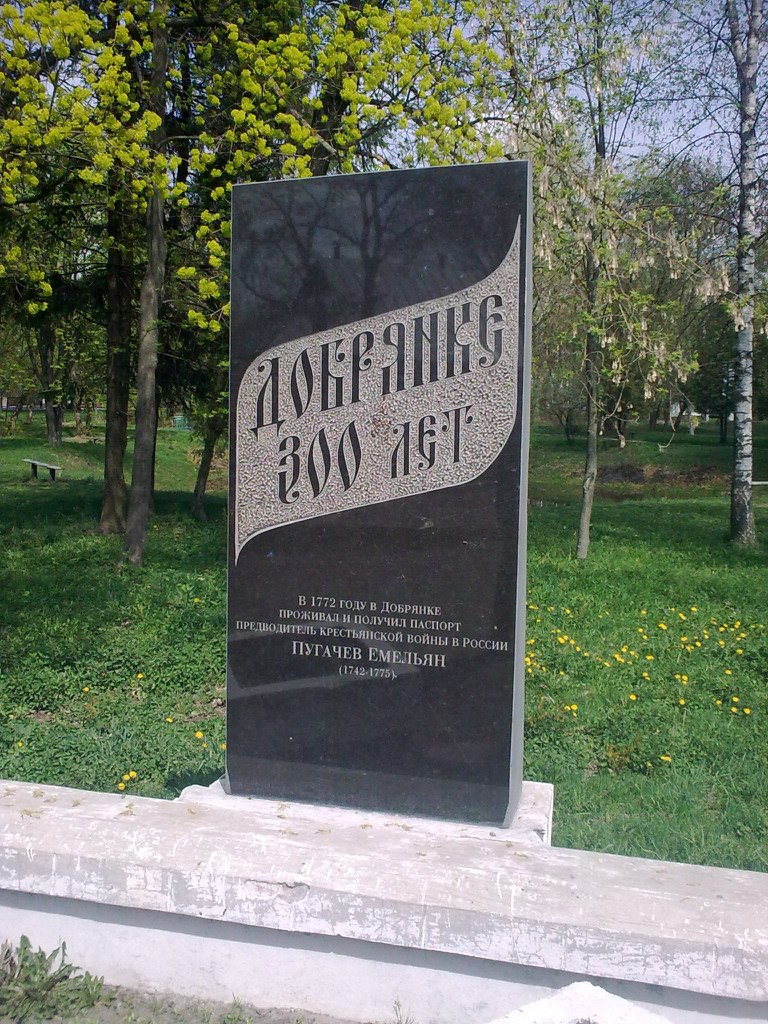
Пам’ятник до 300-річчя Добрянки
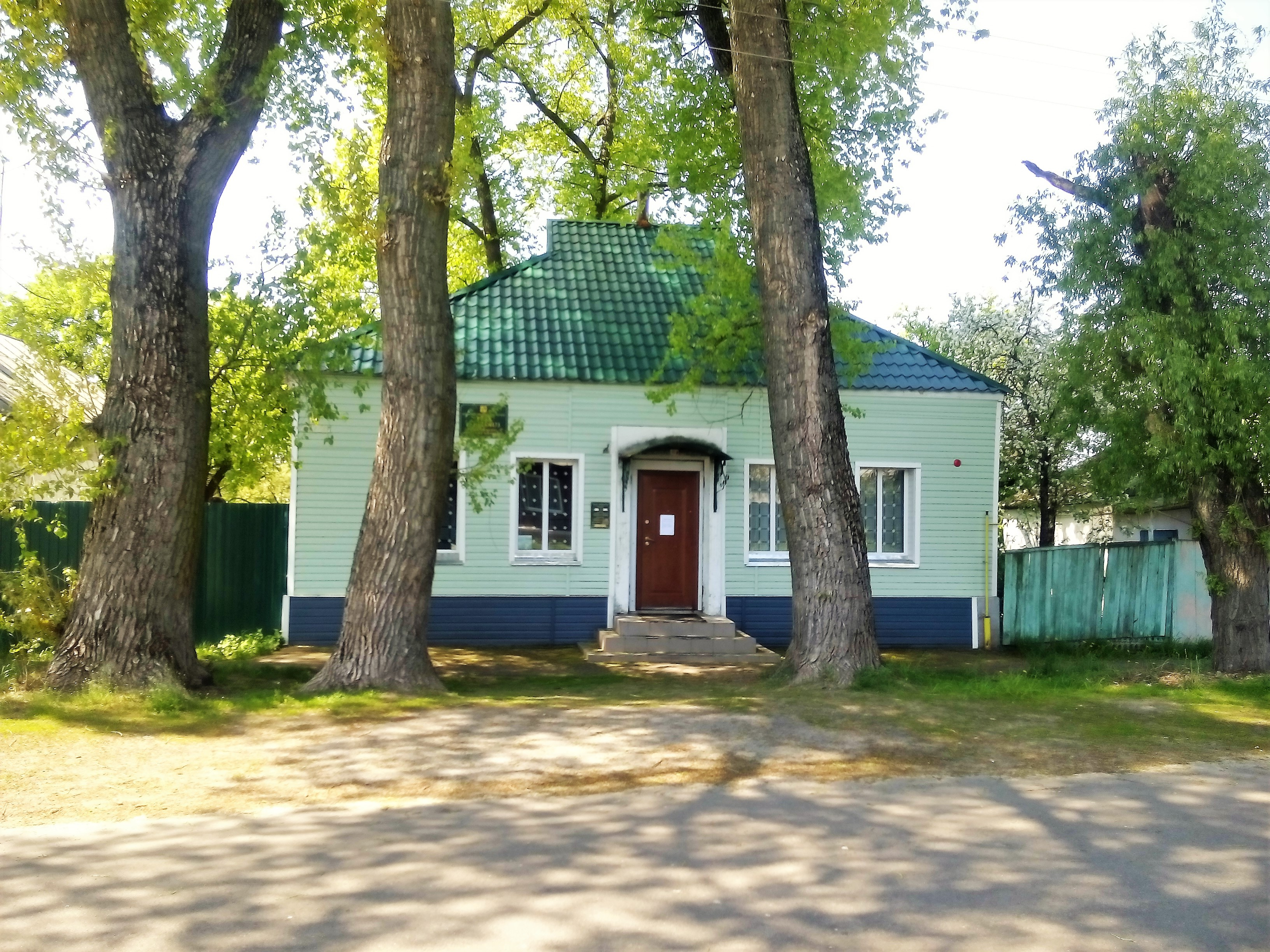
Ощадбанк